# Amathuxidia octacilia
Amathuxidia octacilia är en fjärilsart som beskrevs av Hans Fruhstorfer 1911. Amathuxidia octacilia ingår i släktet Amathuxidia och familjen praktfjärilar. Inga underarter finns listade i Catalogue of Life.